# Curcuma purpurascens
Curcuma purpurascens là một loài thực vật có hoa trong họ Gừng. Loài này được Carl Ludwig Blume mô tả khoa học đầu tiên năm 1827. Tên gọi địa phương tại Java là tinggang, pinggang, tis (ba tên gọi này chia sẻ cùng C. colorata), gelenje, belenje, koneng tinggang, temu tis.

## Từ nguyên
Tính từ định danh purpurascens có nguồn gốc từ tiếng Latinh purpureus nghĩa là "màu tía" và hậu tố -escens nghĩa là "trở thành", để nói tới màu của lá bắc mào của loài này.

## Phân bố
Loài này có tại Indonesia (từ Java tới quần đảo Sunda Nhỏ). Môi trường sống là rừng ở cao độ 260–850 m, nhưng hiện nay được gieo trồng rộng khắp ở Indonesia.

## Mô tả
Cây thảo thân rễ, cao tới 1,5 m hoặc hơn. Thân hành (củ chính) hình nón-hình trứng, lớn, 7-8 × 3 cm, cây nở hoa mùa mưa năm trước thì năm sau tạo ra các thân rễ mọng và mập (8 × 2,5 cm với lóng 5–15 mm), với các nhánh 4 bên, trong đó nhánh thấp nhất thuôn dài tạo thành củ sơ cấp non, các chồi của nó một lần nữa tạo củ sơ cấp bậc ba, củ non nhất có các rễ phồng và mọng. Các củ rễ hình elip trên các sợi rễ rất dài. Thân rễ và các nhánh của nó luôn cong hình lưỡi liềm lên trên; các nhánh bên luôn sinh ra từ mặt thấp hơn của nhánh chính. Chồi màu vàng nhạt. Các thân rễ già vỏ và ruột màu cam bẩn. Củ già màu vàng cam; các chồi trắng non ruột màu cam nhạt. Thân rễ non màu vàng cam. Các củ rễ có lõi mô phân sinh màu xám và vỏ trong màu vàng cam. Cây với 7 lá có thân giả cao 0,5 m, rộng 6 cm và dày 2,5 cm tại gốc. Cuống lá 6–27 cm. Lá xếp 2 dãy, ~55-70 × 19–23 cm. Các lá non có lông trên mặt gần đỉnh, dọc theo gân, mép dạng màng hẹp có lông rung gần đỉnh. Phần nhọn có lông rung. Rìa thò ra rộng của bẹ rậm lông mịn. Các thùy lưỡi bẹ rộng có lông rung dài. Cuống cụm hoa với cành hoa bông thóc dài tới 50 cm, nhô ra từ đỉnh bẹ lá. Thường có 2 lá có cuống trong đó lá cao nhất hình lá bắc tạo thành một phần của cành hoa, trong khi lá thấp hơn đôi khi có phiến hẹp bất thường; đôi khi không có lá có cuống ở đó mà chỉ có 2 lá bắc vô sinh tại gốc cành hoa. Cành hoa bông thóc dài 10–22 cm. Lá bắc 30-67. Lá bắc sinh sản hình trứng-hình elip với phần trên hình trứng rộng, thon nhỏ nhưng thuôn tròn ở đỉnh, 4-5 × 3-3,5 cm; phần tự do dài hơn và rộng hơn túi, nhưng hẹp hơn túi do sự uốn cong vào trong của các phần bên, mọc thẳng, đỉnh mở nhiều hay ít, màu lục nhạt với rìa như thủy tinh, có lông. Các lá bắc giữa lớn nhất, đỉnh nhọn và cong xuống nhiều hơn. Lá bắc mào ~4, hình elip-hình mác đến thuôn dài và có mấu nhọn, tỏa rộng hơn, 7,5-8,5 × 3-3,5 cm, màu trắng phía dưới chuyển dần thành tía trên đỉnh. Tất cả các lá bắc và cuống cụm hoa có lông ngắn và mịn. Lá bắc con đầu tiên khá lớn, hơi dài hơn ống tràng, 2,2 × 1,3-2,6 cm, màu trắng, trong suốt. Hoa dài 4,5–5 cm, cao hơn lá bắc 1-1,5 cm, ngoại trừ ở các lá bắc mào, trong đó hoa và lá bắc có chiều dài gần bằng nhau. Đài hoa gần như cắt cụt ở đỉnh, 3 răng không đều, trong đó răng nhỏ nhất hợp sinh với răng lớn nhất và tách ra khỏi răng thứ ba bằng một khe ngắn, với khe khá dài trên mặt lưng giữa 2 răng lớn hơn. Răng dài 11 mm, khe 4 mm. Tràng hoa dài 5 cm, ống tràng 1,6 cm, vòng 0,2 cm, họng hình phễu, hẹp, 1,4-1,5 cm. Cánh môi với thùy giữa hình bán nguyệt rộng 8 mm, thò ra 3 mm, chẻ với các thùy con thuôn tròn. Cánh môi hẹp tại đáy, kích thước 1,7 × 1,7 cm nhưng tại gốc chỉ rộng 1,2 cm. Họng 1,3-1,4 cm, khi làm phẳng rộng 2,5 cm. Nhị lép hình elip, cong lưỡi liềm, hơi rộng ra ở đỉnh với vết nhăn sâu theo chiều dọc, đỉnh tù, 1,3-1,4 × 0,7 cm. Phần tự do của chỉ nhị 0,4 × 0,4 cm. Thùy tràng lưng 1,4 × 1,1 cm, gần như nhẵn nhụi tại đỉnh. Các thùy bên thuôn tròn-hình trứng, 1 × 0,9 cm. Bao phấn lớn, hẹp, có cựa cong và rất nhọn, dài gần như các ngăn bao phấn. Đỉnh thuôn tròn của mô liên kết hơi dài hơn một nửa ngăn bao phấn, không tạo thành một lưỡi khác biệt. Cánh hoa màu trắng tuyết, phần còn lại của hoa màu tổng thể là vàng-kem nhạt, dải giữa cánh môi màu vàng sẫm.
Có liên quan với C. reclinata.